# ラスト・コンサート
『ラスト・コンサート』は、本田美奈子.のアルバム。

## 解説
本田美奈子.が入院中に恩師岩谷時子のためにボイスレコーダーに吹き込んだ音源をアルバム化したもの。そのため全てがアカペラである。発表を前提とした録音ではなく私的な内容のものとも捉えられるため、音楽アルバムとして分類していいかは疑問が残るが、そのいきさつはNHKのドキュメンタリー『本田美奈子. 〜最後のボイスレター』で公になっていることもあり、最後の歌声が記録されることは価値がある。

## 収録曲

### CD
1. 祈り 〜グレゴリアン・チャント「キリエ」より [3:15]
2. ジュピター 〜組曲「惑星」より [4:07]
3. アメイジング・グレイス [3:35]
4. GUY IS A GUY [1:11]
5. 見上げてごらん夜の星を [2:44]
6. ニュー・シネマ・パラダイス 愛のテーマ [2:47]
7. 逢いたくて逢いたくて [1:03]
8. シシリエンヌ 〜さくらの国 [2:22]
9. 風のくちづけ [2:06]
10. あなたと I love you [3:42]
11. この歌を FOR YOU [3:24]
12. アマリア [3:03]
13. 夜明けのうた [1:50]
14. お嫁においで [1:08]
15. 月影のナポリ [1:38]
16. GREEN SLEEVES [1:43]
17. 七つの子 [1:30]
18. 星に願いを [4:39]
19. 素晴らしきこの世界 [2:14]